# Rudics József
Rudics József báró (horvátul: Josip Rudić Aljmaški) (Szabadka, 1792. február 22. – Bácsalmás, 1879. augusztus 21.) bunyevác nemes, jogász, politikus, a magyar parlament felsőházának tagja, költő, a Magyar Tudományos Akadémia tiszteleti tagja.

## Életútja
Nemesi családban született, amely nem halt még ki. Horvátország déli részéből költöztek fel a Bácskába és Mária Terézia 1755-ben adott nemesi rangot a családnak.
Tanulmányai befejeztével 1809-ben bölcsész, 1816-ban pedig jogi doktorrá avatták. Kisfaludy Károly egyik közeli barátja volt, a Kisfaludy által indított Auróra zsebkönyveket anyagilag támogatta. 1825-ben Bács-Bodrog vármegye aljegyzője, majd 1832-ben az alispánja lett. 1832-től 1836-ig megyéje országgyűlési követe is, majd 1837-ben helytartó tanácsosa és adminisztrátora lett. 1841-ben kinevezték a vármegye főispánjává, amit 1848-ig látott el. Az 1848 után csak 1861-ben újra összehívott országgyűlés ismét főispánná tette meg, ám az országgyűlés alkotmányellenes feloszlatásakor lemondott. Az osztrák-magyar kiegyezés után, 1867-ben újra Bács-Bodrog vármegye főispánja lett. 1874-ben bárói rangra emelkedett. Jó barátságban állt fajkürti és koltai Kürthy Lajossal (1785-1863), néhai komárommegyei másodalispánnal és több vármegye táblabírájával.
Sokat tett vármegyéje felemelkedéséért, fejlődéséért, ami mellett elkötelezett támogatója volt az irodalomnak, könyvkiadásnak és a színművészetnek is. Végrendeletében komolyabb összeget hagyott a Magyar Tudományos Akadémiára is.
A rácalmási könyvtárban őrzött 18. századi leveleket, egyházi beszédeket tartalmazó kódexet a Rudics iránti tiszteletből nevezték el Rudics-kódexnek.

## Saját műve
- Hervatag füzér (költemények, I – II., Pest, 1857 és 1870)